# هجوم شبه جزيرة القرم
هجوم شبه جزيرة القرم (8 أبريل - 12 مايو 1944)، والمعروف في المصادر الألمانية باسم معركة شبه جزيرة القرم، كان سلسلة من الهجمات شنها الجيش الأحمر على شبه جزيرة القرم التي تسيطر عليها ألمانيا. اشتبكت الجبهة الأوكرانية الرابعة التابعة للجيش الأحمر مع الجيش الألماني السابع عشر من مجموعة جيوش جنوب أوكرانيا، والتي تألفت من تشكيلات الفيرماخت والجيش الروماني.  إنتهت المعارك بإجلاء الألمان من شبه جزيرة القرم. تكبدت القوات الألمانية والرومانية خسائر كبيرة أثناء الإخلاء.  

## مقدمة

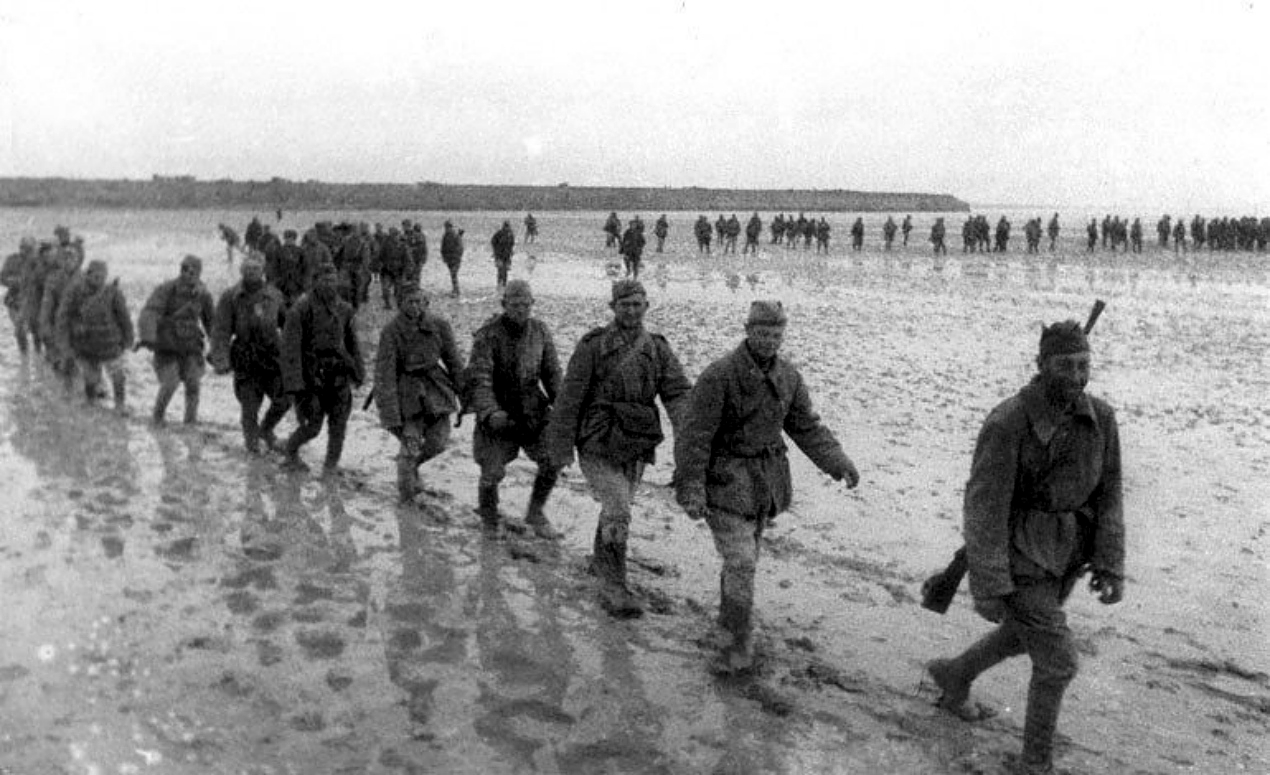
جنود سوفييت يعبرون خليج سيفاش إلى شبه جزيرة القرم في أواخر عام 1943

استولى الألمان على شبه جزيرة القرم بعد حملة القرم في عام 1942.

### عملية كيرتش-إلتيجن
في أواخر عام 1943 وأوائل عام 1944، تعرض الفيرماخت للضغط على طول خط المواجهة بأكمله في الشرق. في أكتوبر 1943، انسحب الجيش السابع عشر من جسر كوبان عبر مضيق كيرتش إلى شبه جزيرة القرم. خلال الأشهر التالية، تمكن الجيش الأحمر من صد هجوم الفيرماخت في جنوب أوكرانيا، مما أدى في نهاية المطاف إلى قطع الاتصال البري للجيش السابع عشر عبر برزخ بيريكوب في نوفمبر 1943.
تمكن الفيرماخت من الاحتفاظ بشبه جزيرة القرم بنجاح حتى بعد قطعه عن البر بسبب قدرته على الإمداد عبر البحر الأسود. كان الاحتفاظ بشبه جزيرة القرم أمرا مهما، لأن خسارتها من شأنه أن يؤثر سلبا على موقف تركيا، ويضع حقول النفط الرومانية تحت خطر الهجمات الجوية السوفييتية. وباستثناء عمليات الإنزال السوفييتية عبر مضيق كيرتش وفي القطاع الشمالي الشرقي بالقرب من سيفاش في نهاية عام 1943، تجاهل الجيش السوفييتي شبه جزيرة القرم إلى حد كبير خلال الأشهر الخمسة التالية.
أُبعد بول لودفيج إيفالد فون كلايست من قيادة مجموعة الجيوش أ (مجموعة جيوش جنوب أوكرانيا منذ 2 أبريل :450) في 30 مارس 1944. خلفه فرديناند شورنر.

## تقدم المعركة
في 8 أبريل، شنت عناصر الحرس الثاني والجيش الحادي والخمسين التابعين للجبهة الأوكرانية الرابعة هجومًا عبر برزخ بيريكوب.  دافع الجيش السابع عشر لكنه لم يتمكن من إيقاف التقدم. وصل جيش الساحل المنفصل إلى كيرتش في 11 أبريل؛ ووصل إلى سيمفروبول 37 ميل (60 كـم) شمال شرق سيفاستوبول، بعد يومين. بحلول 16 أبريل، كان الجيش السابع عشر يتراجع نحو سيفاستوبول،  مع تركيز قوات المحور المتبقية في شبه جزيرة القرم حول المدينة بحلول نهاية الأسبوع الثالث من أبريل.
كانت القيادة العليا للقيادة المركزية تنوي أن تجعل من سيفاستوبول قلعة، كما فعل الجيش الأحمر خلال الحملة الأولى على شبه جزيرة القرم في عامي 1941 و1942. ولكن تحصينات المدينة لم ترمم قط، ولم تعد سيفاستوبول تتمتع بالقوة الدفاعية التي كانت عليها في عام 1941. اندلعت المعارك في ضواحي المدينة في نهاية شهر أبريل، وسقطت المدينة في 9 مايو، بعد أقل من شهر من بدء الهجوم. تعرضت عملية إجلاء قوات المحور عبر البحر إلى كونستانتسا لهجوم من قبل القاذفات السوفييتية. 

### إخلاء شبه جزيرة القرم

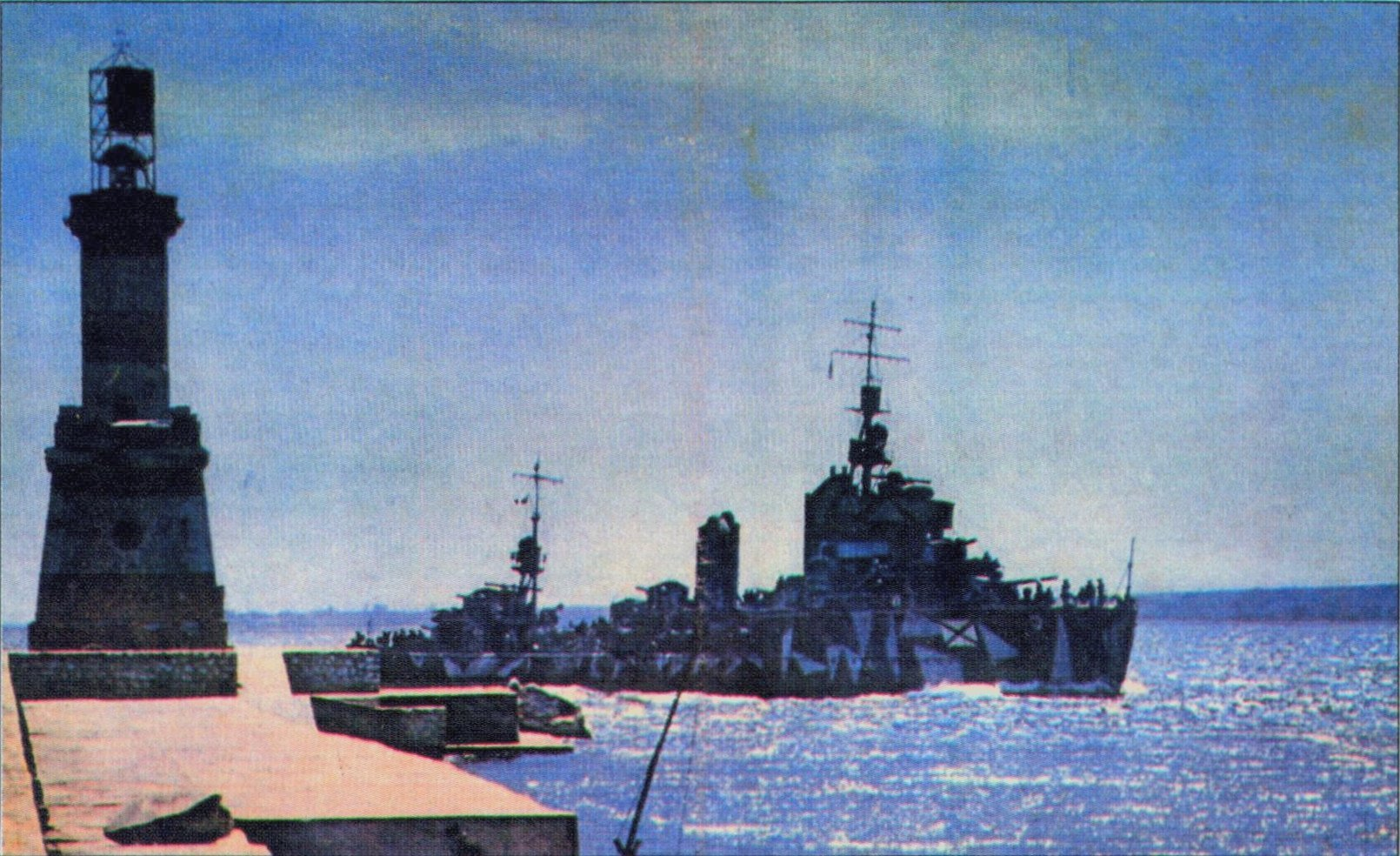
المدمرة الرومانية ريجيل فرديناند

كانت عملية إخلاء شبه جزيرة القرم في أبريل ومايو 1944، تحت الاسم الرمزي عملية 60,000،  هي العملية الأكثر تعقيدًا وشمولاً التي نفذتها البحرية الرومانية خلال الحرب العالمية الثانية. من 15 أبريل إلى 14 مايو، قامت العديد من السفن الحربية الألمانية والرومانية بمرافقة العديد من القوافل بين كونستانتا وسيفاستوبول. ويمكن إثبات حجم وأهمية العملية من خلال استخدام المدمرات الرومانية الأربع في القتال، وهي أكبر السفن الحربية التابعة لدول المحور في البحر الأسود. وشهدت المرحلة الأخيرة من الإجلاء (10-14 مايو) أعنف المعارك، حيث نقلت سفن المحور، تحت هجمات متواصلة من الطائرات السوفيتية والمدفعية الساحلية، أكثر من 30 ألف جندي. ومن بين هؤلاء، تم نقل 18 ألفًا بواسطة السفن الرومانية. في 11 مايو، تعرضت ناقلة النفط الألمانية فريدريكه لطوربيد وتضررت بشدة بواسطة الغواصة السوفيتية إل-4 ، مما منعها من المشاركة. 
وفي المجمل، أجلت القوافل الرومانية والألمانية أكثر من 113 ألف جندي من قوات المحور من شبه جزيرة القرم، معظمهم (أكثر من 63 ألف جندي) خلال المرحلة الأولى من الإجلاء (15-25 أبريل). لم يتم فقدان أي سفينة حربية تابعة للبحرية الرومانية أثناء عملية الإخلاء، إلا أن المدمرة ريجيل فرديناند كانت على وشك الغرق. أصيبت بقنبلة جوية كبيرة، سقطت في خزانات الوقود الخاصة بها، لكنها لم تنفجر. تم استخراج القنبلة بعد عدة أيام من انتهاء العملية. وقعت عمليتان بحريتان شاركت فيهما البحرية الرومانية خلال المرحلة الثانية من الإخلاء (25 أبريل - 10 مايو)، بالقرب من سيفاستوبول. في 18 أبريل، تعرضت الغواصة السوفيتية من فئة لينينيتس إل-6 للهجوم مرتين بقنابل الأعماق بواسطة الزورق الحربي الروماني جيكوليسكو، وظهرت فقاعات عديدة من الأعماق بعد كل هجوم، قبل أن تقضي عليها صائدة الغواصات الألمانية يو-104.

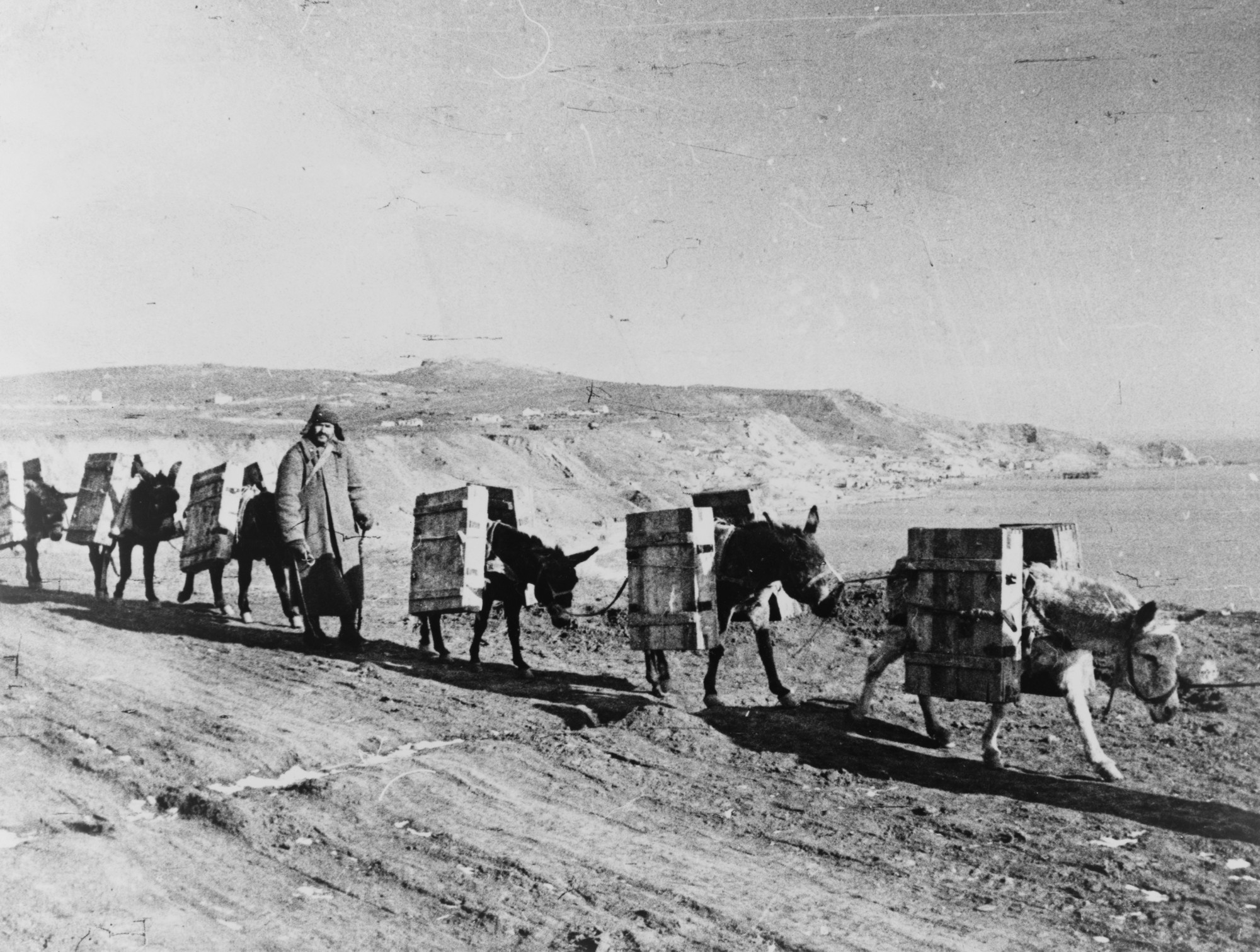
حمير من فيلق البنادق الجبلية الثالث السوفييتي يسلمون الذخيرة إلى خط المواجهة في شبه جزيرة كيرتش، أبريل 1944

في ليلة 27 أبريل، اشتبكت قافلة مصحوبة بالزورق الحربي الروماني جيكوليسكو، وصائد الغواصات الألماني يو-115، وأر بوت، وسفينتا صيد مع زوارق الطوربيد الآلية السوفيتية. فتح جيكوليسكو النار، مما مكن مجموعة الحراسة بأكملها من تحديد موقع المركبتين السوفييتيتين وإطلاق النار. غرقت إحدى السفن السوفييتية كما تم إسقاط أكثر من 12 طائرة سوفييتية أثناء عملية الإخلاء، بما في ذلك طائرتان تابعتان للمدمرة زارع الألغام الأميرال مورجيسكو. تم تدمير آخر جيوب المحور في شبه جزيرة القرم في 12 مايو. كانت آخر سفينة حربية تابعة للمحور تغادر شبه الجزيرة هي الأميرال مورجيسكو، وعلى متنها 1000 جندي من قوات المحور، بما في ذلك الجنرال الألماني والتر هارتمان.   

## النتائج
في اجتماع مع أدولف هتلر في بيرشتسجادن، أصر قائد الجيش السابع عشر إروين جانيكي على ضرورة إخلاء سيفاستوبول وسحب جيشه المكون من 235 ألف رجل. بعد خسارة شبه جزيرة القرم، تم تحميله المسؤولية، واعتقل في رومانيا وقدم للمحاكمة العسكرية. ولم ينقذ حياته إلا تدخل هاينز جوديريان. فصل من الجيش في 31 يناير 1945.
تكبدت التشكيلات الألمانية والرومانية خسارة قدرها 57 ألف رجل، غرق العديد منهم أثناء الإخلاء. وقد أدى غرق السفينتين توتيلا وتيجا في 10 مايو وحده إلى مقتل ما يصل إلى 10 آلاف شخص. وفي المجمل، بلغت الخسائر الألمانية في البحر خمس سفن شحن، وناقلة نفط واحدة، وثلاث قاطرات، وثلاث سفن خفيفة، وثلاثة زوارق بخارية، وأربع صيادي غواصات، في حين خسر الرومانيون ثلاث سفن شحن.   أدى نجاح إجلاء قوات المحور جزئيًا من شبه جزيرة القرم إلى حصول قائد البحرية الرومانية، الأميرال البحري هوريا ماسيلاريو، على وسام الصليب الحديدي. 
في الدعاية السوفيتية، تم إدراج هذا الهجوم باعتباره أحد ضربات ستالين العشر.

## الخسائر
| خسائر المحور الألمان: القتلى والمفقودون: 31,700 الجرحى: 33,400 الإجمالي: 65,100 الرومان: القتلى والمفقودون: 25,800 الجرحى: 5,800 الإجمالي: 31,600 الإجمالي: القتلى والمفقودون: 57,500 الجرحى: 39,200 الإجمالي: 96,700 | الخسائر السوفييتية القتلى والمفقودون: 17,754 الجرحى: 67,065 الإجمالي: 84,819 الدبابات: 171 المدفعية: 521 الطائرات: 179 |

## التكوينات الأرضية والوحدات المعنية

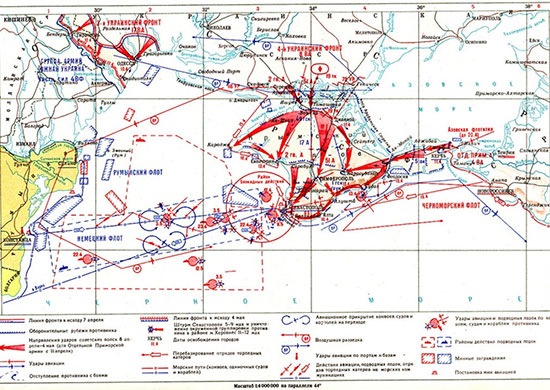
عمليات أسطول البحر الأسود خلال عملية الهجوم الاستراتيجي في شبه جزيرة القرم.

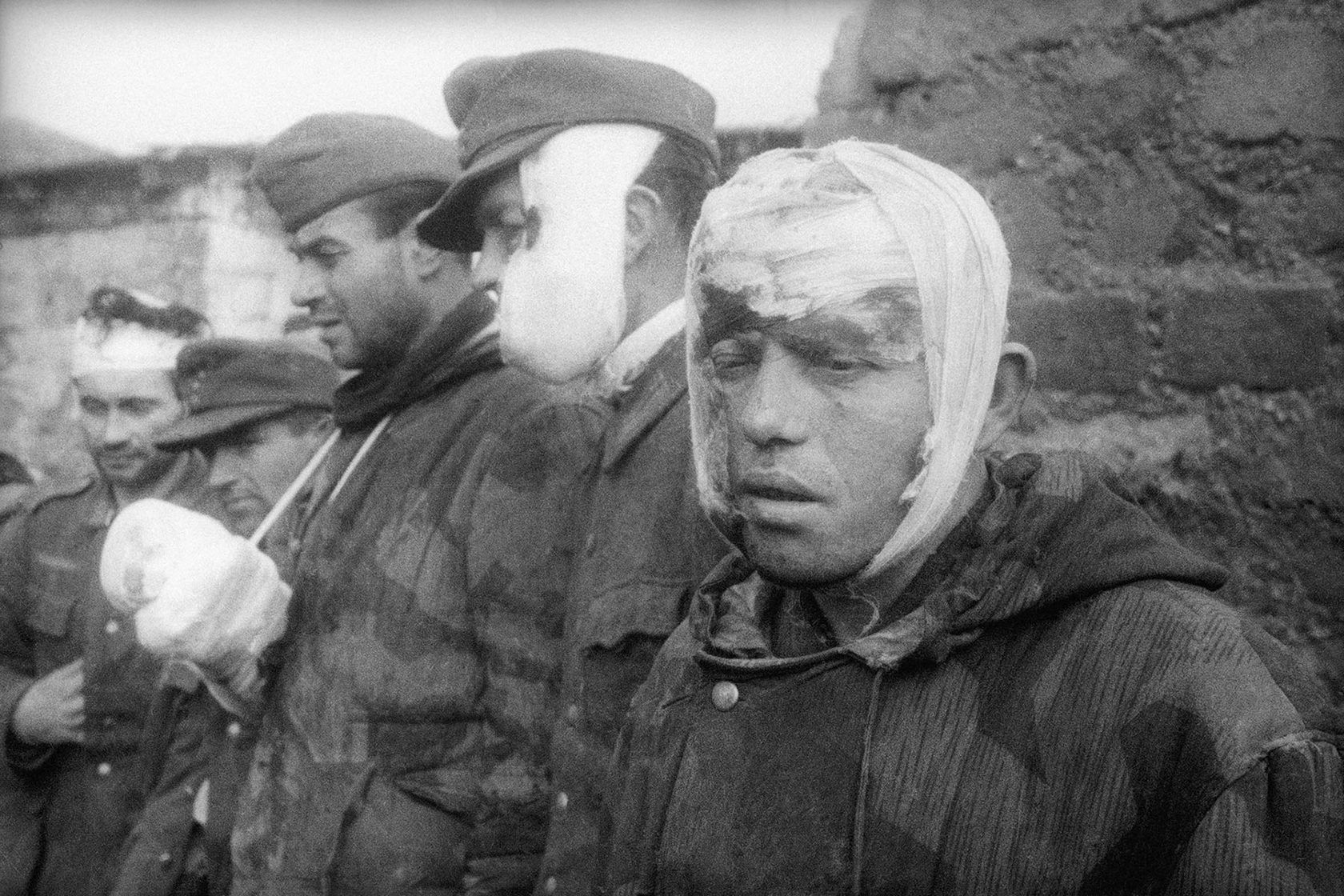
جنود ألمان جرحى تم أسرهم أثناء تحرير سيفاستوبول

### السوفييت
- الجبهة الأوكرانية الرابعة
  - جيش الحرس الثاني
  - الجيش الواحد والخمسين
  - الجيش الجوي الرابع
- أسطول البحر الأسود
- الجيش الساحلي المنفصل
- مقاومة القرم

### المحور

#### الألمان
- مجموعة الجيوش أ
  - الجيش السابع عشر

#### الرومان
- فيلق الجبال الروماني
  - الفرقة الجبلية الأولى
  - الفرقة الجبلية الثانية

## فهرس
- Clodfelter، M. (2017). Warfare and Armed Conflicts: A Statistical Encyclopedia of Casualty and Other Figures, 1492–2015 (ط. 4th). Jefferson, North Carolina: McFarland. ISBN:978-0786474707.
- Frieser, Karl-Heinz; Schmider, Klaus; Schönherr, Klaus; Schreiber, Gerhard; Ungváry, Kristián; Wegner, Bernd (2007). Das Deutsche Reich und der Zweite Weltkrieg: Die Ostfront 1943/44 – Der Krieg im Osten und an den Nebenfronten [Germany and the Second World War: The Eastern Front 1943–1944: The War in the East and on the Neighbouring Fronts] (بالألمانية). München: Deutsche Verlags-Anstalt. Vol. VIII. ISBN:978-3-421-06235-2.
- Glantz، David M.؛ House، Jonathan (1995). When Titans clashed: How the Red Army stopped Hitler. Lawrence, Kansas: University Press of Kansas. ISBN:0-7006-0899-0.
- Ziemke, E.F. Stalingrad to Berlin
- Müller، Rolf-Dieter (2005). Der letzte deutsche Krieg, 1939-1945. Stuttgart: Klett-Cotta. ISBN:3-608-94133-9.